# Bahnstrecke Kostrzyn–Rudnica
| Streckennummer: | 414                  |                                         |                                         |
| Kursbuchstrecke: | 115h (1934)          |                                         |                                         |
| Streckenlänge: | 42,7 km              |                                         |                                         |
| Spurweite: | 1435 mm (Normalspur) |                                         |                                         |
| Streckengeschwindigkeit: | 60 km/h              |                                         |                                         |
| |                      |                                         |                                         |
| \| \| \| von Szczecin \| \| \| \| \| von Grzmiąca \| \| \| \| 0,0 \| Kostrzyn Küstrin Neustadt Hbf Ostbahn \| 21 m \| \| \| \| Warthe \| \| \| \| \| Abzweig \| \| \| \| \| nach Wrocław \| \| \| \| 1,9 \| Chyrzyno Kietzerbusch \| Chyrzyno Kietzerbusch \| \| \| 5,0 \| Żabczyn Neu Amerika \| Żabczyn Neu Amerika \| \| \| 8,8 \| Twardoszek Am Kanal \| Twardoszek Am Kanal \| \| \| 11,2 \| Czarnów Schernow \| Czarnów Schernow \| \| \| 14,6 \| Słońsk Sonnenburg (Neumark) \| Słońsk Sonnenburg (Neumark) \| \| \| 17,3 \| Radawsko Radacher See \| Radawsko Radacher See \| \| \| 19,1 \| Lemierzyce Gaj Limmritz (Neumark) Forst \| Lemierzyce Gaj Limmritz (Neumark) Forst \| \| \| 22,5 \| Lemierzyce Limmritz (Neumark) \| Lemierzyce Limmritz (Neumark) \| \| \| 26,0 \| Muszkowo Mauskow \| Muszkowo Mauskow \| \| \| 29,9 \| Krzeszyce Kriescht \| Krzeszyce Kriescht \| \| \| 34,4 \| Krasnołęg Beaulieu \| Krasnołęg Beaulieu \| \| \| 37,2 \| Dębokierz Dammbusch \| Dębokierz Dammbusch \| \| \| 39,1 \| Kołczyn Koeltschen \| Kołczyn Koeltschen \| \| \| 42,7 \| Hammer (Kr Oststernberg) Kleinbahnhof \| Hammer (Kr Oststernberg) Kleinbahnhof \| \| \| \| von Gorzów Wielkopolski Zieleniec \| \| \| \| \| Rudnica Hammer (Kr Oststernberg) \| \| \| \| \| nach Sulęcin \| \| |                      |                                         |                                         |
| Strecke |                      | von Szczecin                            | von Szczecin                            |
| Abzweig geradeaus und von rechts |                      | von Grzmiąca                            | von Grzmiąca                            |
| Turmbahnhof geradeaus unten | 0,0                  | Kostrzyn Küstrin Neustadt Hbf Ostbahn   | 21 m                                    |
| Brücke über Wasserlauf |                      | Warthe                                  | Warthe                                  |
| ehemalige Blockstelle |                      | Abzweig                                 | Abzweig                                 |
| Abzweig ehemals geradeaus und nach rechts |                      | nach Wrocław                            | nach Wrocław                            |
| Haltepunkt / Haltestelle (Strecke außer Betrieb) | 1,9                  | Chyrzyno Kietzerbusch                   | Chyrzyno Kietzerbusch                   |
| Haltepunkt / Haltestelle (Strecke außer Betrieb) | 5,0                  | Żabczyn Neu Amerika                     | Żabczyn Neu Amerika                     |
| Haltepunkt / Haltestelle (Strecke außer Betrieb) | 8,8                  | Twardoszek Am Kanal                     | Twardoszek Am Kanal                     |
| Haltepunkt / Haltestelle (Strecke außer Betrieb) | 11,2                 | Czarnów Schernow                        | Czarnów Schernow                        |
| Bahnhof (Strecke außer Betrieb) | 14,6                 | Słońsk Sonnenburg (Neumark)             | Słońsk Sonnenburg (Neumark)             |
| Haltepunkt / Haltestelle (Strecke außer Betrieb) | 17,3                 | Radawsko Radacher See                   | Radawsko Radacher See                   |
| Haltepunkt / Haltestelle (Strecke außer Betrieb) | 19,1                 | Lemierzyce Gaj Limmritz (Neumark) Forst | Lemierzyce Gaj Limmritz (Neumark) Forst |
| Bahnhof (Strecke außer Betrieb) | 22,5                 | Lemierzyce Limmritz (Neumark)           | Lemierzyce Limmritz (Neumark)           |
| Haltepunkt / Haltestelle (Strecke außer Betrieb) | 26,0                 | Muszkowo Mauskow                        | Muszkowo Mauskow                        |
| Bahnhof (Strecke außer Betrieb) | 29,9                 | Krzeszyce Kriescht                      | Krzeszyce Kriescht                      |
| Haltepunkt / Haltestelle (Strecke außer Betrieb) | 34,4                 | Krasnołęg Beaulieu                      | Krasnołęg Beaulieu                      |
| Haltepunkt / Haltestelle (Strecke außer Betrieb) | 37,2                 | Dębokierz Dammbusch                     | Dębokierz Dammbusch                     |
| Haltepunkt / Haltestelle (Strecke außer Betrieb) | 39,1                 | Kołczyn Koeltschen                      | Kołczyn Koeltschen                      |
| Bahnhof (Strecke außer Betrieb) | 42,7                 | Hammer (Kr Oststernberg) Kleinbahnhof   | Hammer (Kr Oststernberg) Kleinbahnhof   |
| Abzweig geradeaus und von links (Strecke außer Betrieb) |                      | von Gorzów Wielkopolski Zieleniec       | von Gorzów Wielkopolski Zieleniec       |
| Bahnhof (Strecke außer Betrieb) |                      | Rudnica Hammer (Kr Oststernberg)        | Rudnica Hammer (Kr Oststernberg)        |
| Strecke (außer Betrieb) |                      | nach Sulęcin                            | nach Sulęcin                            |

Die Bahnstrecke Kostrzyn–Rudnica ist eine ehemalige Eisenbahnstrecke in der Woiwodschaft Lebus in Polen. Sie führte auf einer Länge von 43 Kilometern von Kostrzyn nach Rudnica.
Die Strecke wurde von verschiedenen Eisenbahnunternehmen im damaligen Königreich Preußen abschnittsweise zwischen 1896 und 1915 eröffnet. Der Verkehr wurde 1992 eingestellt.

## Geschichte
Die Firma Lenz & Co. eröffnete am 15. Dezember 1896 eine normalspurige Kleinbahn von Cüstrin-Neustadt Hauptbahnhof bis Sonnenburg in der Neumark (14,6 km), wo der Sitz der Betriebsleitung war. Die am 11. Juli 1905 gegründete Kleinbahn-AG Cüstrin–Kriescht erwarb diese Bahn und verlängerte sie am 22. Oktober 1906 bis Kriescht um 15,3 Kilometer. Ab 1914 führte sie den Namen Kleinbahn-AG Cüstrin–Hammer. Sie erweiterte die Strecke bis zum 5. Januar 1915 – während des Ersten Weltkrieges – um 13 km bis Hammer. Die nun 43 km lange Kleinbahn zog sich am Südrand des Warthebruchs entlang und endete in Hammer an der Staatsbahnstrecke, die Landsberg (Warthe) mit Zielenzig, dem Hauptort des Kreises Oststernberg, verband.
An der Kleinbahn-Gesellschaft waren der Preußische Staat, die Provinz Brandenburg, der Landkreis Oststernberg und der Forstfiskus beteiligt. Den Betrieb führte anfangs Lenz & Co., dann ab 1920 das Landesverkehrsamt Brandenburg.
Das Vorrücken der Front am Ende des Zweiten Weltkrieges brachte den Verkehr der Kleinbahn im Januar 1945 zum Erliegen. Der Personenverkehr wurde 1992 eingestellt. Danach wurde die Strecke stillgelegt.